# カンバセーション・ピース
カンバセーション・ピース(Conversation Peace)は、1995年に発表されたスティーヴィー・ワンダーのアルバム。22枚目のオリジナル・アルバム。

## 収録曲
1. レイン・ユア・ラヴ・ダウン - Rain Your Love Down
2. エッジ・オブ・エターニティー - The Edge of Eternity
3. タブー・トゥー・ラヴ - Taboo to Love
4. テイク・ザ・タイム・アウト - Take The Time Out
5. アイム・ニュー - I'm New
6. マイ・ラヴ・イズ・ウィズ・ユー - My Love Is With You
7. トリート・マイセルフ - Treat Myself" (Wonder, Andrews)
8. トゥモロウ・ロビンズ・ウィル・シング  - Tomorrow Robins Will Sing
9. センシュアス・ウィスパー - Sensuous Whisper
10. フォー・ユア・ラヴ - For Your Love
幻に終わった世界都市博のテーマ曲。横山輝一も日本語でカヴァーした。
11. コールド・チル - Cold Chill
12. ソーリー - Sorry
13. カンバセーション・ピース - Conversation Peace
フジテレビ系「グレートジャーニー」番組テーマ曲